# 安德烈·阿馬爾里克
安德烈·阿馬爾里克（俄語：Андре́й Алексе́евич Ама́льрик，1938年5月12日—1980年11月12日），是一位俄羅斯作家和持不同政見者。
阿馬爾里克作于1970年的文章《蘇聯會生存到1984年嗎？》（Will the Soviet Union Survive Until 1984?）在西方世界较为著名。 

## 早期生活
阿馬爾里克出生在莫斯科, 當時正值約瑟夫·史大林的肅清時期。
當十月革命爆發時，阿馬爾里克的父親還是個年輕人，並自願參加了紅軍 . 戰後阿馬爾里克則投身於電影業。阿馬爾里克的父親參加二戰時，先後在北方艦隊和紅軍服役。然而有人無意中聽到阿馬爾里克對斯大林作為軍事領導人的能力發表了負面看法，這導致他被捕入獄；他擔心自己的生命遭到威脅，但卻在不久後被釋放重新參軍。1942年他在斯大林格勒戰役受傷並退役。阿馬爾里克的父親希望阿馬爾里克能成為歷史學家。但是戰後阿馬爾里克不被允許在科學院歷史研究所學習，因為當局認為他對政治含有風險。

## Will the Soviet Union Survive Until 1984?
中譯:(蘇聯能生存到1984年嗎),是安德烈·阿馬爾里克（ Andrei Amalrik) 在西方世界裡最出名的論文《蘇聯可以生存到 1984 年嗎?》，於1970 年出版。在該書中有預測蘇聯有可能在社會和種族的對立以及與中國的災難性戰爭的困境之下最終將會解體。